# Sveriges Davis Cup-lag
Sveriges Davis Cup-lag kontrolleras av Svenska Tennisförbundet och representerar Sverige i den stora tennisturneringen Davis Cup, tidigare International Lawn Tennis Challenge. Sverige debuterade i sammanhanget 1925, och har vunnit turneringen sju gånger. Sveriges segrar kom åren 1975, 1984, 1985, 1987, 1994, 1997 och 1998, medan man noterades för finalförluster åren 1983, 1986, 1988, 1989 och 1996. Laget degraderades ur Elitdivisionen efter att ha åkt på stryk med 0–5 i playoffmatchen mot Belgien i Bryssel mitten av september 2012.
Sverige spelade på den högsta nivån, Elitdivisionen, mellan dess instiftande 1981 och 1999, samt åter 2001–2012. År 2000 samt 2013–2016 spelade Sverige i Europa/Afrika-zonens grupp 1. I oktober 2016 degraderades Sverige efter nederlag mot Israel till grupp 2. Säsongen 2017 besegrades Tunisien, Turkiet och Litauen för en direkt återkomst till G1. 2018 besegrades Ukraina, Portugal och Schweiz för att kvalificera Sverige till en avgörande drabbning i Bogota där en slutspelsplats låg i potten. Colombianerna blev dock för starka på hög höjd på det röda gruset. Genom att slå ut Israel och Chile i Kungliga Tennishallen tog sig Sverige på andra försöket till slutomgångarna i Madrid. Seger över Kanada och Kazakstan räckte till kvartsfinalplats där dock blivande mästarna Ryska Tennisförbundet blev övermäktiga. 2022 lyckades svenskarna i Helsingborg Arena besegra Japan för ett besök i topp 16. Efter inledande segern över Argentina blev Kroatien och hemmanationen Italien för starka för svenskarna att nå en kvartsfinalplats i “FLS”. I februari 2023 vann Sverige över Bosnien och Hercegovina för att för tredje säsongen i rad bli klar för “the Davis Cup by Rakuten Final Group Stage”; någonting som arrangeras i fyra europeiska städer i september 2023.